# Rhagophanes tortriciformis
Rhagophanes tortriciformis är en fjärilsart som beskrevs av Philipp Christoph Zeller 1853. Rhagophanes tortriciformis ingår i släktet Rhagophanes och familjen björnspinnare. Inga underarter finns listade.